# Деревечка (приток Большой Каменки)
Деревечка — малая река в Луганской области Украины, правый приток Большой Каменки (бассейн Северского Донца), в 38 км от устья по правому берегу реки Большая Каменка.
Речная система: Деревечка → Большая Каменка → Северский Донец → Дон.

## История
С рекой связана история освоения территории Луганской области донскими казаками в XVI—XIX веках, гидроним лёг в основу по меньшей мере двух топонимов (см. ниже).

## Населённые пункты
- Бобриковка (исток)
- Верхнедеревечка
- Нижнедеревечка
- Поречье
- Краснодон (устье при впадении в Большую Каменку)

## Притоки
Прохладная (левый).